# Distrito Federal do Brasil

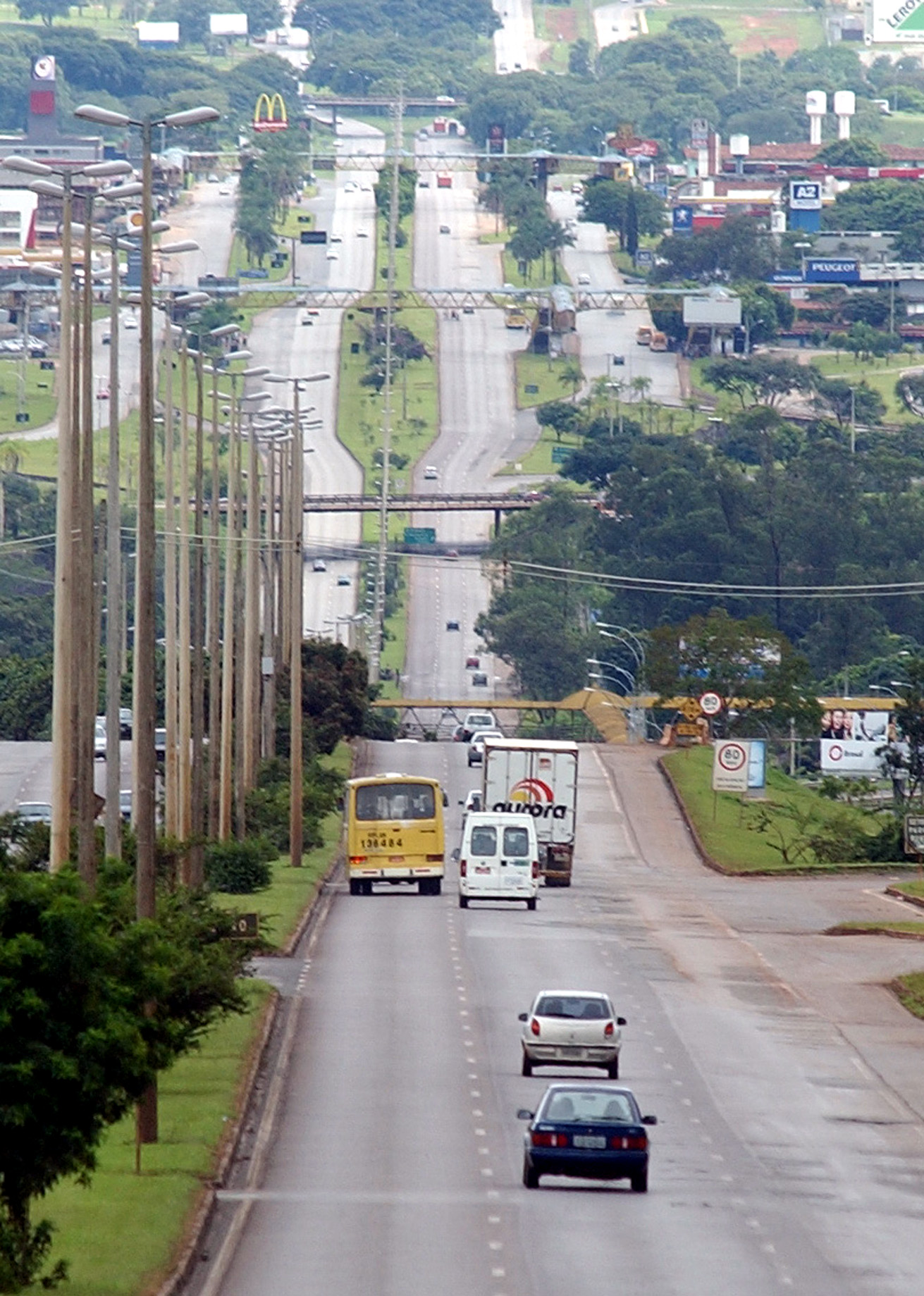
Eine Zufahrtsstraße zum Bundesdistrikt

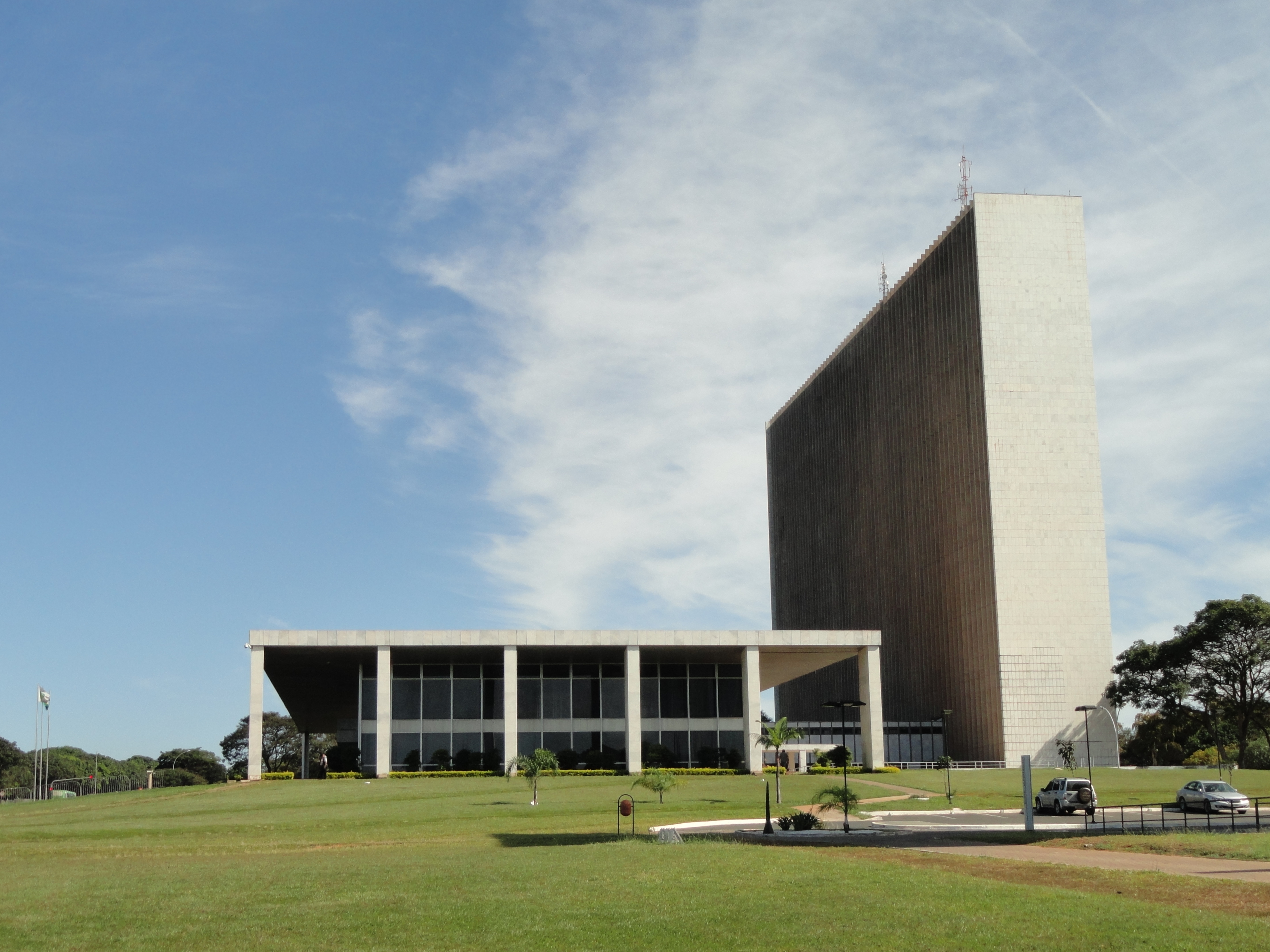
Palácio do Buriti (Buriti-Palast), Sitz der Exekutive des Bundesdistrikts.

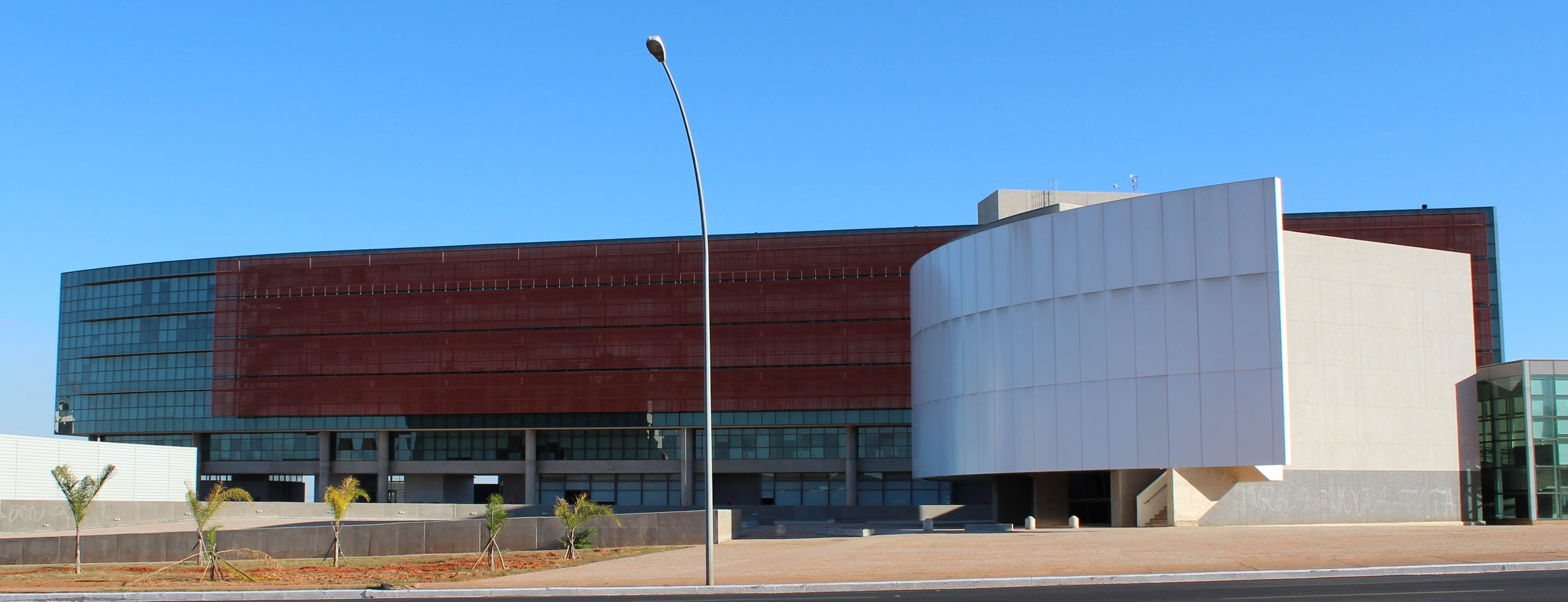
Legislativversammlung des Bundesdistrikts, Sitz des Parlaments des Bundesdistrikts.

Der Distrito Federal von Brasilien ist ein Hauptstadtdistrikt rund um Brasília. Der Distrikt liegt im zentralen Hochland an der Grenze der Bundesstaaten Goiás und Minas Gerais.

## Geschichte

### Município NeutroundDistrito Federal1834–1960
Bevor Brasília Hauptstadt wurde, war dies seit 1763 Rio de Janeiro, davor Salvador da Bahia. Bereits 1834 trennte man die Stadt Rio de Janeiro als Município Neutro (Neutrale Stadt) von der Provinz Rio de Janeiro und schuf somit einen ersten Hauptstadtdistrikt. Mit dem Ende des brasilianischen Kaiserreichs und der Umwandlung der Provinzen in Bundesstaaten wurde 1889 aus dem Município Neutro der Distrito Federal.
Mit der Verlegung der Hauptstadt nach Brasília im Jahr 1960 und der Bildung des dortigen Distrito Federal wurde der bisherige in Rio de Janeiro in den Bundesstaat Guanabara umgewandelt. 1975 wurde Guanabara Teil des Bundesstaats Rio de Janeiro.

### Entstehung der Planhauptstadt
Bereits 1823 wurde in einem Gesetzentwurf die Idee der Schaffung einer künstlichen Planhauptstadt nach dem Vorbild Washingtons eingebracht. Als Gründe wurden die Unsicherheit der damaligen Haupt- und Küstenstadt Rio de Janeiro gegen äußere Feinde wie gegen innere Unruhen ebenso wie eine Förderung des unterentwickelten Landeszentrums genannt. Es dauerte aber bis 1891, bis das Projekt Eingang in die Verfassung fand.
In den folgenden Jahrzehnten wurde mal mit mehr, mal mit weniger Enthusiasmus daran geplant und zum Teil auch schon gebaut. Bis in die 1950er Jahre dauerte es, bis unter Präsident Juscelino Kubitschek die endgültige Planung und Umsetzung des Distrito Federal durchgeführt wurde und mit dem Umzug von Präsident, Parlament und Oberstem Gericht zum 21. April 1960 in Kraft trat.

## Verwaltungsgliederung
Der Bundesdistrikt ist identisch mit der Gemeinde Brasília. Neben der Verwaltungsregion Plano Piloto (rund 200.000 Einwohner), die teilweise ebenfalls als Brasília bezeichnet wird und mit 472,12 Quadratkilometer ca. acht Prozent der Gesamtfläche ausmacht, besteht der Bundesdistrikt aus 30 weiteren Verwaltungsregionen (Regiões Administrativas) mit insgesamt ca. 2,5 Millionen Einwohnern:
- RA I Plano Piloto (bis 1997 Brasilia)
- RA II Gama
- RA III Taguatinga
- RA IV Brazlândia
- RA V Sobradinho
- RA VI Planaltina
- RA VII Paranoá
- RA VIII Núcleo Bandeirante
- RA IX Ceilândia
- RA X Guará
- RA XI Cruzeiro
- RA XII Samambaia
- RA XIII Santa Maria
- RA XIV São Sebastião
- RA XV Recanto das Emas
- RA XVI Lago Sul
- RA XVII Riacho Fundo
- RA XVIII Lago Norte
- RA XIX Candangolândia
- RA XX Águas Claras
- RA XXI Riacho Fundo II
- RA XXII Sudoeste/Octogonal
- RA XXIII Varjão
- RA XXIV Park Way
- RA XXV SCIA
- RA XXVI Sobradinho II
- RA XXVII Jardim Botânico
- RA XXVIII Itapoã
- RA XXIX SIA
- RA XXX Vicente Pires
- RA XXXI Fercal

Bis 1969 stand dem Distrito Federal ein Präfekt (Prefeito; entspricht einem Bürgermeister) vor, seitdem hat der Distrikt einen Gouverneur (Governador) als Oberhaupt, der gleichzeitig die Aufgaben eines Bürgermeisters erfüllt. Der Bundesdistrikt entsendet drei Mitglieder in den Senat und acht Abgeordnete in die Abgeordnetenkammer (Câmara dos Deputados) des Nationalkongresses.
Die Einwohnerzahlen in der folgenden Tabelle beziehen sich auf die Volkszählung vom 1. August 2000. Zu diesem Zeitpunkt bestand der Bundesdistrikt aus 19 Verwaltungsregionen.
| Name               | Fläche in km² | Anteil in % | Einwohnerzahl | Anteil in % | Einwohner/km² |
| ------------------ | ------------- | ----------- | ------------- | ----------- | ------------- |
| Plano Piloto       | 472,12        | 8,1         | 198.422       | 9,6         | 420,0         |
| Brazlândia         | 474,83        | 8,2         | 52.698        | 2,5         | 110,9         |
| Candangolândia     | 6,61          | 0,1         | 15.634        | 0,7         | 2.365,2       |
| Ceilândia          | 230,33        | 3,9         | 344.039       | 16,7        | 1.493,6       |
| Cruzeiro           | 8,90          | 0,2         | 63.883        | 3,1         | 7.177,8       |
| Gama               | 276,34        | 4,7         | 130.580       | 6,3         | 472,5         |
| Guará              | 45,46         | 0,7         | 115.385       | 5,6         | 2.538,1       |
| Lago Norte         | 66,08         | 1,1         | 29.505        | 1,4         | 446,5         |
| Lago Sul           | 183,39        | 3,1         | 28.137        | 1,3         | 153,4         |
| Núcleo Bandeirante | 80,43         | 1,3         | 36.472        | 1,7         | 453,4         |
| Paranoá            | 853,33        | 14,7        | 54.902        | 2,6         | 64,3          |
| Planaltina         | 1.534,69      | 26,5        | 147.114       | 7,1         | 95,8          |
| Recanto das Emas   | 101,22        | 1,7         | 93.287        | 4,5         | 921,6         |
| Riacho Fundo       | 56,02         | 0,9         | 41.404        | 2,0         | 739,0         |
| Samambaia          | 105,70        | 1,8         | 164.319       | 8,0         | 1.554,5       |
| Santa Maria        | 215,86        | 3,7         | 98.679        | 4,8         | 457,1         |
| São Sebastião      | 383,71        | 6,6         | 64.322        | 3,1         | 167,6         |
| Sobradinho         | 572,59        | 9,8         | 128.789       | 6,2         | 224,9         |
| Taguatinga         | 121,55        | 2,0         | 243.575       | 11,8        | 2.003,9       |
| Distrito Federal   | 5.789,16      | 100         | 2.051.146     | 100         | 354,3         |

### Bevölkerungsentwicklung
| Jahr | Einwohner |
| --- | --------- |
| 1960 | 141.742   |
| 1970 | 546.015   |
| 1980 | 1.203.333 |
| 1991 | 1.598.415 |
| 2000 | 2.043.169 |
| 2010 | 2.570.160 |
| 2022 | 2.817.068 |
| Hier fehlt eine Grafik, die leider im Moment aus technischen Gründen nicht angezeigt werden kann. Wir arbeiten daran! |           |

## Verfassung
Ähnlich wie etwa die österreichische Bundeshauptstadt Wien oder die deutschen Stadtstaaten vereint der Bundesdistrikt großteils die Kompetenzen der Gebietskörperschaften zweier Niveaus. So gibt es etwa nur eine Legislative – anstatt wie sonst üblich eine bundesstaatliche und eine der Gemeinde – und nur eine Exekutivgewalt, die vom Gouverneur, der gleichzeitig die Befugnisse eines Bürgermeisters innehat, ausgeübt wird. Allerdings werden im Bundesdistrikt einige Aufgaben, die sonst den Bundesstaaten obliegen, von der Bundesregierung ausgeübt.